# Rasclet pàl·lid
El rasclet pàl·lid (Laterallus flaviventer), és un ocell de la família dels ràl·lids (Rallidae) que habita aiguamolls i pantans de la zona Neotropical, a les Grans Antilles, ambdues costes al sud de Mèxic i Amèrica Central, est de Colòmbia, Veneçuela, Trinitat, Guaiana, nord i est del Brasil, Bolívia, el Paraguai i nord de l'Argentina. Ha estat considerada l'única espècie del gènere Hapalocrex, si bé altres autors la ubiquen a Porzana.